# Siegfried Knappe
Siegfried Knappe (15 de janeiro de 1917 — 1 de dezembro de 2008) foi um oficial alemão do Exército (Wehrmacht) durante a Segunda Guerra Mundial. Perto do fim do conflito, Knappe foi para Berlim trabalhar no Führerbunker.

## Biografia
Como um jovem tenente de artilharia (Leutnant der Artillerie) do 1º Exército Panzer de Kleist, Siegfried Knappe participou da invasão da França. Knappe foi condecorado por suas ações em 14 de junho de 1940 enquanto ele lutava perto de Paris, ao sul de Tremblay-en-France, no canal de Ourcq. Um grupo de marinheiros franceses não foram informados da decisão de fazer de Paris uma "cidade aberta". Como resultado, eles defenderam uma ponte da região com um ninhos de metralhadora localizado em uma casa próxima. Depois que a infantaria alemã falhou em limpar a área com tiros de morteiro, o apoio da artilharia pesada foi chamado. Apesar do grupo de Knappe estar apenas dando apoio e de não ser sua função de manusear os canhões, ele foi para a linha de frente com o restante da infantaria. Como era uma área florestal, um canhão 105 mm teria de ser movido para próximo da casa e disparar nela à queima roupa. Os soldados alemães estavam se escondendo atrás de um prédio perto da ponte, onde a arma foi levada mas para poder disparar de forma efetiva todos os sete membros da equipe que manuseavam o canhão tinham que se expor involuntariamente ao fogo inimigo e eles assim o fizeram. Três membros do grupo foram feridos mas o ninho de metralhadora inimiga foi destruido, liberando assim o caminho para o restante da tropa.
Knappe foi ferido em combate quando uma bala atingiu a parte de trás da sua mão e foi para no seu pulso. Em 19 de junho de 1940, ele foi evacuado para tratamento médico. Por bravura ele recebeu a Cruz de Ferro de 2ª Classe. Ele também recebeu a comendação de feridos em combate.
Knappe foi então lutar na Frente Leste e na Frente na Itália. Enquanto participava da invasão da União Soviética em 1941, ele recebeu outra Cruz de Ferro desta vez de 1ª Classe também por bravura, enquanto liderava ataques de artilharia contra posições avançadas. Siegfried Knappe foi ferido em combate mais duas vezes durante a guerra. Ele então foi promovido a Major e participou da defesa de Berlim como membro da equipe do General Helmuth Weidling.

## Pós-guerra
Depois de sobreviver por cinco anos no Gulag de Vorkuta (campo de trabalho forçado) em Vorkuta, Knappe foi libertado e mandado para a Alemanha Ocidental em 1949. Determinado a levar sua familia para o mais longe possivel do Comunismo, Knappe emigrou para os Estados Unidos e se assentou no Ohio. Lá ele escreveu suas memórias que foram publicadas em 1993 com o título Soldat: Reflections of a German Soldier, 1936-1949 (Soldat: Reflexões de um Soldado Alemão, 1936-1949). Soldat em alemão significa "soldado".
Knappe morreu em 1 de dezembro de 2008 aos 91 anos.